# Narthecusa iturina
Narthecusa iturina är en fjärilsart som beskrevs av Bethune-Baker 1909. Narthecusa iturina ingår i släktet Narthecusa och familjen mätare. Inga underarter finns listade i Catalogue of Life.